# Praia da Barra do Ceará
Barra do Ceará é um praia brasileira localizada no bairro da Barra do Ceará, no município de Fortaleza no estado do Ceará.
Nessa praia aconteceu a primeira ocupação holandesa do Ceará, em 1600, pelo capitão Jan Sijens. Barra do Ceará possui recifes naturais, além de ser próximo da foz do Rio Ceará.
Por receber as águas do rio Ceará, é imprópria para banho. A praia é formada por dunas fixas e arenosas e que possui quartzo, próxima de dois espigões, a Formação Barreiras é a base para manter as dunas.